# Spoorlijn Dax - Azur
De spoorlijn Dax - Azur was een Franse spoorlijn van Dax naar Azur. De lijn was 29,0 km lang.

## Geschiedenis
De lijn werd geopend door de Société des chemins de fer du Born et du Marensin op 1 januari 1911.
Personenvervoer werd definitief opgeheven op 17 december 1949. Goederenvervoer was er tussen Saint-Paul-lès-Dax en Azur tot 1 juli 1967 en tussen Dax en Saint-Paul-lès-Dax tot 1987.

## Aansluitingen
In de volgende plaatsen is of was er een aansluiting op de volgende spoorlijnen:
Dax
RFN 654 000, spoorlijn tussen Dax en Mont-de-Marsan
RFN 655 000, spoorlijn tussen Bordeaux-Saint-Jean en en Irun
RFN 656 000, spoorlijn tussen Puyoô en Dax